# Fernando Filoni
Fernando Filoni (ur. 15 kwietnia 1946 w Mandurii) – włoski duchowny rzymskokatolicki, doktor prawa kanonicznego i filozofii, dyplomata watykański, arcybiskup, nuncjusz apostolski w Iraku i Jordanii w latach 2001–2006,
nuncjusz apostolski na Filipinach w latach 2006–2007, substytut do spraw ogólnych Sekretariatu Stanu w latach 2007–2011, prefekt Kongregacji ds. Ewangelizacji Narodów w latach 2011–2019, kardynał od 2012 (najpierw w stopniu diakona, w 2018 promowany do stopnia biskupa), wielki mistrz Zakonu Rycerskiego Grobu Bożego w Jerozolimie od 2019.

## Życiorys
Urodził się 15 kwietnia 1946 w Mandurii. 3 lipca 1970 otrzymał święcenia kapłańskie. Ma doktoraty z filozofii i prawa kanonicznego. W 1979 rozpoczął przygotowanie do służby dyplomatycznej na Papieskiej Akademii Kościelnej.
W 1981 roku wstąpił do służby dyplomatycznej Stolicy Apostolskiej i służył na Sri Lance, w Iranie i Brazylii. W 1992 został wysłany na Filipiny, ale z miejscem zamieszkania w Hongkongu.
17 stycznia 2001 został mianowany przez Jana Pawła II nuncjuszem apostolskim w Iraku i Jordanii oraz arcybiskupem tytularnym Volturnum. Święcenia biskupie przyjął 19 marca 2001 z rąk papieża. Jako motto biskupie wybrał Lumen Gentium Christus. Aby przekazać ludziom bliskość Kościoła podczas wojny w Iraku, przebywał na swoim stanowisku do końca lutego, kiedy to 25 lutego 2006 został przeniesiony do nuncjatury na Filipinach.
9 czerwca 2007 został wezwany do Watykanu, gdzie objął stanowisko substytuta do Spraw Ogólnych w Sekretariacie Stanu. 10 maja 2011, po przejściu na emeryturę kardynała Ivana Diasa został prefektem Kongregacji ds. Ewangelizacji Narodów.
6 stycznia 2012 papież Benedykt XVI ogłosił, że abp Fernando Filoni otrzymał nominację kardynalską. Insygnia zostały wręczone 18 lutego 2012 podczas konsystorza. Zna francuski, hiszpański, angielski i portugalski. Brał udział w konklawe 2013, które wybrało papieża Franciszka oraz w konklawe 2025, które wybrało papieża Leona XIV.
Z dniem 28 czerwca 2018 papież Franciszek podniósł go do rangi kardynała biskupa, na równi z pozostałymi kardynałami biskupami diecezji suburbikarnych, pomimo nieprzydzielenia mu żadnej z diecezji podrzymskich. 
8 grudnia 2019 papież Franciszek przeniósł go na urząd wielkiego mistrza Zakonu Rycerskiego Grobu Bożego w Jerozolimie, zastępując przechodzącego na emeryturę kardynała Edwina O’Briena. Jego następcą na stanowisku prefekta został kardynał Luis Antonio Tagle.